# إبراهيم الموسوي الزنجاني
السيد إبراهيم الموسوي الزنجاني (1925 - 13 نوفمبر 1999) فقيه جعفري وكاتب إيراني بارز، اشتهر بمؤلفاته العديدة في الموضوعات الإسلامية من المنظور شيعة اثنا عشرية. صدر معظم إنتاجه الفكري خلال السنوات المتتالية في أواخر سبعينيات وأوائل ثمانينيات القرن العشرين.
وُلد في قرية صاين قلعة التي كانت تابعة آنذاك لمدينة أبهر، ضمن أسرة موسوية عريقة. بعد إكمال دراسته الدينية في مدينة قم، انتقل إلى النجف الأشرف حيث أمضى حوالي 31 عامًا في الدراسة والتدريس. كما عاش لسنوات طويلة في كل من الكويت وسوريا، حيث أدى واجباته الشرعية والتعليمية.
تُوفي عن عمر يناهز 74 عامًا، ودفن بجوار قبر والده في منطقة رادكان بمحافظة قزوين، تاركًا إرثًا علميًا غنيًا في الفقه الجعفري والشريعة الإسلامية.

## الأصول والنسب
ينتمي إبراهيم الزنجاني إلى الأسرة الموسوية، وهي مصطلح يشمل جميع ذرية الإمام موسى الكاظم. وقد ذكر نسبه بنفسه على النحو التالي: إبراهيم بن ساجدين (ت. 1952) بن باقر (ت. 1943) بن إبراهيم بن بهرام علي ،بن ياد الله، بن مراد علي، بن أمين، بن محمد، بن علي أكبر، بن محمد، بن عبد الله، بن قاسم، بن تاج الدين، بن علي، بن محمد، بن أحمد، بن حسين، بن علي، بن محمد، بن حسن، بن موسى بن عبد الله، بن محمد بن أحمد، بن محمود، بن أحمد بن حسين، بن عبد الله، بن محمد العابد، بن موسى، بن جعفر الصادق، بن محمد، بن علي، بن حسين، بن علي، بن أبو طالب بن عبد المطلب، بن عبد المطلب بن هاشم.
كما سجل الزنجاني تواريخ الوفاة ومكان الدفن الدقيقة لبعض أسلافه:
- والده ساجدين توفي في 21 ذو القعدة 1379 هـ / 16 مايو 1960 م، ودُفن بجوار ضريح إمامزاده أبو سعيد في رادكان بقزوين.
- جده باقر توفي عام 1362 هـ / 1943 م ودُفن بجوار ضريح إمامزاده يحيى بن موسى الكاظم في صاين قلعة.
- جده الأكبر إبراهيم توفي عام 1322 هـ / 1905 م ودُفن في نفس المكان.
كانت العائلة تعرف بـالسادة الأحمدية. أنجب والده أربعة أبناء وابنتين، من بين أبنائه: إبراهيم (صاحب الترجمة) وإسماعيل ومحمد ومرتضى.

## السيرة الذاتية
وُلد إبراهيم الزنجاني عام 1344 هـ / 1925 م في قرية صائين قلعه قلعة التابعة آنذاك لمدينة أبهر بزنجان، حيث نشأ وترعرع. تلقى مبادئ العلوم واللغة الفارسية على يد والده، ثم هاجر إلى قم عام 1941 ليلتحق بحلقة درس كل من أحمد الخونساري وموسى الزنجاني.
في يناير 1946، انتقل إلى العراق لمواصلة تعليمه الديني في النجف الأشرف، وحضر دروس محسن الحكيم، وحسين الحمامي، وأبو القاسم الخوئي، وعبد الله الشيرازي، وحسين الحلي، وباقر الزنجاني، وعبد الأعلى السبزواري، وغيرهم، حتى تخرج وحصل على الإجازة. حتى نال درجة الاجتهاد وحصل على إجازات علمية متعددة.
تولى الإمامة في المسجد العلوي بالنجف كما عمل مدرساً للعلوم الدينية، واشتهر بكونه باحثاً متخصصاً في التاريخ الإسلامي والأخلاق. أمضى في النجف 31 عاماً درّس خلالها لنحو خمسمائة طالب، إلى جانب قيامه بمشاريع خيرية في زنجان وإسطنبول وكركوك والبحرين.
عام 1975، تعرض للترحيل من العراق البعثي، فانتقل إلى الكويت ثم إلى دمشق حيث أقام في سوريا وأدى واجباته الشرعية والدعوية.
تُوفي في 13 نوفمبر 1999 الموافق 5 شعبان 1420 هـ عن عمر ناهز 74 عاماً، ودُفن في إحدى قرى مقاطعة تاكستان بجوار قبر والده.

## الحياة الشخصية
تميز السيد الزنجاني بكثرة أسفاره، حيث زار بالإضافة إلى سوريا والعراق، وسافر إلى مكة المكرمة 15 مرة، والقاهرة 5 مرات، وإسطنبول مرتين، والهند، والأردن، ولبنان، والإمارات، وقطر، وعُمان، والبحرين، والكويت، وسافر إلى لندن لتلقي العلاج الطبي.[4] حتى عام 1979، كان لديه خمسة أبناء: كاظم، وأحمد، ومحمد باقر، ومحمد موسى، ومحمد حسين، وسبع بنات: معصومة، وزهرة، وطاهرة، وجليلة، وفاطمة المعروفة باسم ماهين، ومعيدة، وسهيلة.[4] تزوج من السيدة غادة إسماعيل الفاخوري اللبنانية من مدينة صور. أنجب منها ولداً اسمه علي وُلد في 26 أغسطس 1987 بدمشق، انضم لاحقاً إلى صفوف حزب الله المقاتلين في الحرب الأهلية السورية كحليف للجمهورية العربية السورية. استشهد في سراقيب بتاريخ 29 يناير 2020 عن عمر يناهز 31 عاماً خلال الهجوم على شمال غرب سوريا 2019-2020.

## المؤلفات والإنتاج العلمي
اختلط الأمر على بعض المؤرخين والببليوغرافيين بينه وبين شخص آخر يحمل اسم إبراهيم زنجائي (1855-1935) الذي لم يكن مؤلفاً. ترك السيد الزنجاني إرثاً علمياً غنياً شمل مؤلفات عديدة باللغتين العربية والفارسية في مختلف المجالات الإسلامية، منها:
اختلط الأمر على بعض المؤرخين والببليوغرافيين بينه وبين شخص آخر يحمل اسم إبراهيم زنجائي (1855-1935) الذي لم يكن مؤلفاً. ترك السيد الزنجاني إرثاً علمياً غنياً شمل مؤلفات عديدة باللغتين العربية والفارسية في مختلف المجالات الإسلامية، منها:، مثل: علم الكلام، والفقه وأصوله، والفلسفة، وعلم الكلام المدرسي، وأخلاق إسلامية، وعلم الأنساب، والسير، والتاريخ الديني. من بين كتبه المنشورة:
باللغة الفارسية:
- "تاريخ زنجان: علماء و دانشمندان" (تاريخ زنجان: العلماء والعلماء)، صدر عام 1972.
باللغة العربية:
- "وسيلة الدارين في أنصار الحسين" (1975).
- "بداية الفلسفة الإسلامية" (1977).
- "مختصر فقه الإمامية الإثنى عشرية" (1979).
- "كشكول" (1979).
- "بداية أصول الفقه" (1979).
- "كشف المراد في شرح تجريد الاعتقاد" (1979).
- "فلسفة الأخلاق الإسلامية" (1982).
- "عقائد الإمامية الإثنا عشرية" (ثلاث مجلدات، 1982).
- "جولة في الأماكن المقدسة" (1985).
- "نهاية الفلسفة الإسلامية" (1987).